# Siqueira Campos (Paraná)
Siqueira Campos ist ein brasilianisches Munizip im Nordosten des Bundesstaats Paraná. Es hat 22.811 Einwohner (2022), die sich Siqueirenser nennen. Seine Fläche beträgt 278 km². Es liegt 638 Meter über dem Meeresspiegel.

## Etymologie
Der Ort entstand um 1863 unter dem Namen Colônia Mineira - Munizip Tomazina. Nach dem Tod von Präsident Afonso Moreira Pena 1909 gab der Stadtrat des Muttermunizips Tomazina der Kolonie den Namen Penápolis. Dieser Name wurde bis zur Gründung des Munizips 1920 beibehalten, als der alte Name Colônia Mineira wieder eingeführt wurde.
Im Zuge der Revolution von 1930 wurde der Name von Colônia Mineira am 5. November 1930 von Bundesinterventor General Mário Tourinho in Siqueira Campos geändert. Damit wurde der Revolutionsheld Antônio de Siqueira Campos geehrt. Dieser hatte an den Leutnantsaufständen teilgenommen und die blutig niedergeschlagene Revolta dos 18 do Forte de Copacabana am 5. Juli 1922 in Rio de Janeiro überlebt. Er ertrank auf dem Rückflug von Buenos Aires nach Rio de Janeiro am 10. Mai 1930 nach dem Absturz seines Flugzeugs im Rio de la Plata.

## Geschichte

### Besiedlung
Der erste Siedler war Joaquim José de Senes. Er kam 1843 aus dem Staat São Paulo. Er nahm einige tausend Hektar Land in Besitz, die er per Augenmaß zwischen den Gipfeln vierer Berge vermaß.
Fünf Jahre später tauschte er seinen Besitz mit José Bernardo de Gouveia gegen ein Vorderladergewehr. Gouveia verkaufte den Besitz an die Brüder Miguel Joaquim und Francisco de Paula für  siebenhunderttausend Réis. Diese veräußerten das Land später an Domiciano Corrêa aus São José da Boa Vista, der es dann an Verwandte der de Paulas in Itaberá (São Paulo) weiterverkaufte.
Im Jahr 1863 kauften fünf Geschwister der Familie Caetano de Carvalho den Besitz. Sie kamen in Begleitung vieler Frauen, Kinder, Männer und Frauen, insgesamt 15 Familien mit 150 Personen aus dem Süden der Provinz Minas Gerais. Sie bauten ihre Behausungen an den Ufern des Flusses und so entstand die Siedlung. Ihre Kirche nannten sie Capela do Senhor Divino Espírito Santo da Colônia Mineira.
Die Angst vor dem erwarteten Paraguay-Krieg vertrieb die Bewohner aus ihrem Dorf. Sie hatten viele Kinder im wehrpflichtigen Alter. Verängstigt beschlossen sie, sich in den Sertão zurückzuziehen. In den folgenden Jahren kamen weitere Familien hinzu, und so wuchs das Dorf mit dem Namen Colônia Mineira - Munizip Tomazina.
In Erfüllung des Gelübdes, das sie ihrem Schutzpatron mit der Bitte um seinen Schutz bis zur sicheren Ankunft im Sertão gegeben hatten, schenkten sie ihm 32 Alqueires (76 ha) Land und bauten eine kleine Kapelle aus Lehm, in der sie eine Pombinha Branca (Weiße Taube) aufstellten.

### Erhebung zum Munizip
Siqueira Campos wurde durch das Staatsgesetz Nr. 1944 vom 20. März 1920 aus Tomazina ausgegliedert und in den Rang einer Vila erhoben. Es wurde am 21. September 1920 als Vila installiert.

## Geografie

### Fläche und Lage
Siqueira Campos liegt auf dem Segundo Planalto Paranaense (der Zweiten oder Ponta-Grossa-Hochebene von Paraná). Seine Fläche beträgt 278 km². Es liegt auf einer Höhe von 638 Metern.

### Vegetation
Das Biom von Siqueira Campos ist Mata Atlântica.

### Klima
In Siqueira Campos herrscht gemäßigt warmes Klima. Der Niederschlag ist mit 1593 mm jährlich durchgängig hoch. Die Klimaklassifikation nach Köppen und Geiger lautet Cfa. Im Jahresdurchschnitt liegt die Temperatur bei 20,3 °C.

### Gewässer
Siqueira Campos liegt weitgehend im Einzugsgebiet des Rio Itararé, an dessen Chavantes-Stausee  es im Nordosten angrenzt. Im Westen liegen etwa 13 % der Fläche des Munizips im Becken des Rio das Cinzas.

### Straßen
Siqueira Campos liegt an der PR-092 von Jaguariaíva nach Andirá und zum Paranapanema am Kraftwerk Canoas II. Es ist über die PR-424 mit Salto do Itararé verbunden. Über die BR-272 (von São Paulo bis zur Grenze mit Paraguay in Guaíra), kommt man im Westen nach Ibaití zur BR-153.

### Nachbarmunizipien
| Quatiguá | Joaquim Távora                              | Carlópolis         |
|          | Kompassrose, die auf Nachbargemeinden zeigt | Salto do Itararé   |
| Tomazina | Wenceslau Braz                              | Santana do Itararé |

## Stadtverwaltung
Bürgermeister: Luiz Henrique Germano,  PSD (2021–2024)
Vizebürgermeister: Paulo Cesar Leite dos Santos, PSL (2021–2024)

## Demografie

### Bevölkerungsentwicklung
| Jahr | Einwohner | Stadt | Land |
| ---- | --------- | ----- | ---- |
| 1940 | 12.027    | 20 %  | 80 % |
| 1950 | 13.144    | 22 %  | 78 % |
| 1960 | 18.424    | 29 %  | 71 % |
| 1970 | 15.643    | 39 %  | 61 % |
| 1980 | 15.348    | 50 %  | 50 % |
| 1991 | 14.226    | 63 %  | 37 % |
| 2000 | 16.000    | 74 %  | 26 % |
| 2010 | 18.454    | 73 %  | 27 % |
| 2022 | 22.811    |       |      |

Quelle: IBGE (2011) und Volkszählung 2022

### Ethnische Zusammensetzung
| Gruppe * | 1991    | 2000    | 2010    | wer sich als …                                                                   |
| --- | ------- | ------- | ------- | -------------------------------------------------------------------------------- |
| Weiße | 84,3 %  | 94,6 %  | 77,3 %  | weiß bezeichnet                                                                  |
| Schwarze | 1,9 %   | 1,0 %   | 1,7 %   | schwarz bezeichnet                                                               |
| Gelbe | 0,0 %   | 0,1 %   | 0,6 %   | von fernöstlicher Herkunft wie japanisch, chinesisch, koreanisch etc. bezeichnet |
| Braune | 13,6 %  | 4,1 %   | 20,3 %  | braun oder als Mischung aus mehreren Gruppen bezeichnet                          |
| Indigene | 0,0 %   | 0,1 %   | 0,1 %   | Ureinwohner oder Indio bezeichnet                                                |
| ohne Angabe | 0,2 %   | 0,1 %   | 0,0 %   |                                                                                  |
| Gesamt | 100,0 % | 100,0 % | 100,0 % |                                                                                  |
| *) Das IBGE verwendet für Volkszählungen ausschließlich diese fünf Gruppen. Es verzichtet bewusst auf Erläuterungen. Die Zugehörigkeit wird vom Einwohner selbst festgelegt. |         |         |         |                                                                                  |

Quelle: IBGE (Stand: 1991, 2000 und 2010)

## Museum
Im Museu Histórico de Siqueira Campos (Historisches Museum Antônio de Siqueira Campos) sind einige seiner Besitztümer ausgestellt, außerdem Fotos und ein Buch, das seinen gesamten Lebensweg beschreibt.